# حزب عمال عوامي
حزب عمال عوامي (بالأردوية: عوامی ورکرز پارٹی)‏، حزب سياسي في باكستان. حاول الحزب توحيد «نضالات العمال والفلاحين والطلاب والنساء والأقليات العرقية والدينية» في باكستان تحت راية نظام سياسي ديمقراطي اشتراكي.
تأسس الحزب في نوفمبر 2012 كاندماج بين حزب العمل الباكستاني وحزب العمال الوطني. وهو إحدى محاولات توحيد اليسار.